# Ulpi Marcel (governador)
Ulpius Marcellus va ser un polític i militar romà, al càrrec com a governador de Britànnia durant la segona mitat del segle ii.
Al saber-se que tribus del nord estaven travessant el Mur d'Adrià que les separava de les legions romanes, l'any 180 l'emperador Còmmode va enviar Ulpius Marcellus a Britànnia, reemplaçant Caerellius Priscus.
Marcellus era considerat un home incorruptible i frugal, que va viure sempre com un soldat, però alhora altiu, arrogant i de difícil caràcter. També tenia fama de dormir poc i per mantenir alerta als seus oficials, cada nit tenia per costum escriure dotze tauletes amb ordres que els enviava a diferents hores.
Es coneix poc de la revolta que Marcellus va enfrontar, però l'historiador Cassi Dió la va considerar la guerra més greu sota el regnat de Còmmode. Ulpius Marcellus va liderar diverses campanyes al sud d'Escòcia, incloses incursions a través de l'istme Forth-Clyde i penetrant a les muntanyes del sud. La revolta es va donar per finalitzada el 184, any en què s'encunyaren monedes commemoratives de l'èxit de la campanya i Còmmode va obtenir el títol de Britànic, si bé altres monedes encunyades l'any següent mostren que la lluita encara continuava.
Finalment, Marcellus va decidir de recular de nou fins al Mur d'Adrià, abandonant les fortificacions del nord de la muralla, com Newstead i va signar tractats de no-agressió amb les tribus pictes. Dues inscripcions trobades al fort de Cilurnum el mencionen en connexió a una unitat de cavalleria o Ala d'asturians.
L'estat d'ànim dels seus homes vers l'emperador Còmmode era de clara rebel·lia i descontentament i aparentment Marcellus no va fer res per canviar-ho, contribuint així als disturbis que més tard esclatarien en l'exèrcit romà de Britànnia. Segons Cassi Dió, les legions de l'illa arribaren a proclamar un dels seus llegats anomenat Priscus com a emperador, però aquest refusà l'oferta.
El descontentament de les tropes i l'enveja que sentia Còmmode, acabaren provocant el seu reemplaçament. Els cronistes de l'època coincideixen que malgrat tot l'emperador va desistir d'executar-lo com tenia planejat.
Un successor seu, Virius Lupus, informaria més tard que les tribus de Caledònia havien trencat els tractats acordats amb Ulpius Marcellus i es preparaven per ajudar la confederació dels Maeatae, tribus que vivien al nord del Mur d'Adrià.

## Referènmcies
1. ↑  Brassington, M «Ulpius Marcellus». Britannia, 11, 1980, pàg. 314-315.